# Iklehra
Iklehra är en ort i Indien.   Den ligger i distriktet Dewas och delstaten Madhya Pradesh, i den centrala delen av landet, 600 km söder om huvudstaden New Delhi. Iklehra ligger 459 meter över havet och antalet invånare är 8 969.
Terrängen runt Iklehra är platt. Runt Iklehra är det tätbefolkat, med 331 invånare per kvadratkilometer. Iklehra är det största samhället i trakten. Trakten runt Iklehra består till största delen av jordbruksmark.